# (528) Rezia
(528) Rezia es un asteroide perteneciente al cinturón exterior de asteroides descubierto el 20 de marzo de 1904 por Maximilian Franz Wolf desde el observatorio de Heidelberg-Königstuhl, Alemania.
Está nombrado por Rezia, un personaje de la ópera Oberón del compositor alemán Carl Maria von Weber (1786-1826).